# Karl-Ludwig Schuchmann
Karl-Ludwig Schuchmann (* 7. Oktober 1948 in Weiterstadt) ist ein deutscher Ornithologe und Naturschützer.

## Leben und Wirken
Zwischen Januar 1970 und August 1979 studierte Schuchmann an der Johann Wolfgang Goethe-Universität Frankfurt am Main Soziologie, Politologie, Psychologie und Biologie.
Mitte bis Ende der 70er Jahre sammelte er in der Karibik Material für seine Doktorarbeit. Dabei korrespondierte er u. a. mit James Bond, der in dieser Zeit als Fachmann für die karibische Avifauna galt. Schuchmann lernte in dieser Zeit auch Bob Marley kennen, der bei ihm um die Ecke wohnte. 1979 promovierte er schließlich an der Goethe-Universität zum Thema Die Sonderstellung der endemischen Kolibrigattung Trochilus auf den Antillen.
Im Januar 1980 bis zu seiner Emeritierung im Dezember 2014 war er als Kurator für Ornithologie am Zoologischen Forschungsmuseum Alexander Koenig tätig. Von Dezember 1987 bis Oktober 1993 arbeitete er zusätzlich als Dozent und betreute Doktorarbeiten in Biologie an der Goethe-Universität. Ab Mai 1994 bis Dezember 2014 hielt er Vorlesungen in organismischer Biologie und vermittelte Präsentationstechniken. Seine Forschungsschwerpunkte in dieser Zeit waren Tropenökologie, Tier-Pflanzen-Beziehungen und Biogeographie.
Im Frühjahr 1988 war er zusammen mit Kollegen der Universidad del Valle in Cali im superhumiden Regenwald im Südwesten von Kolumbien unterwegs um jahresperiodische Zusammenhänge der Fortpflanzung, Mauser und Nahrungsbiologie von westandinen Vögeln im Rahmen eines dreijährigen Forschungsvorhaben zu untersuchen. Als Ergebnis publizierte er bereits 1986 z. B. gemeinsam mit Gertrud Schuchmann Wegert einen Artikel Balzverhalten des Guayana-Felsenhahnes (Rupicola rupicola). Ab März 1992 erforschte im Bereich der ZFMK-Station Alexander von Humboldt am Río Anchicayá, Kolumbien, die Interaktionen zwischen Kolibris und Kolibriblumen. Die Leitung der Station unterlag damals Heike Brieschke. Seine Untersuchungen erfolgen im Rahmen eines zweijährigen Schwerpunktprogrammes der Deutschen Forschungsgemeinschaft mit dem Ziel „Mechanismen zur Aufrechterhaltung tropischer Diversität“ zu erforschen.
Von Mai 1889 bis Juli 1989 arbeitete er bei Luis Felipe Baptista (1941–2000) als Gastforscher an der California Academy of Sciences und untersuchte dabei den Annakolibri. Im Mai 1994 wird er Professor mit Lehrberechtigung und Mitglied der Mathematisch-Naturwissenschaftlichen Fakultät der Rheinischen Friedrich-Wilhelms-Universität Bonn. Hier lehrt er organismische Biologie, Evolutionsbiologie und Paläontologie. Von 2012 bis 2016 war er Gastprofessor am Instituto Nacional de Ciência e Tecnologia em Áreas Úmidas der Föderalen Universität von Mato Grosso. Hier forschte er mit Hilfe von computergestützter Analyse die Bioakustik.
Im Jahr 2009 war er Projektleiter in einem Team, das mit Hilfe von Kamerafallen und Direktbeobachtungen die terrestrische Säugetierfauna im brasilianischen Pantanal erkundete. Dabei stand die Erforschung des Großen Ameisenbärs im Fokus. 2011 begleitete er ein Projekt zur Biodiversitätserfassung migratorischer Vogelarten, welches durch Conselho Nacional de Desenvolvimento Científico e Tecnológico finanziert wurde. Seit 2014 betreut er ein Projekt das die Biogeographie endemischer Taxa der Mata Atlântica und Amazoniens untersucht. Das Projekt ist über den Brehm Fonds für internationalen Vogelschutz e. V., ein Fonds der Forschungs- und Zuchtprogramme für hochbedrohte Vogelarten aus aller Welt, gefördert. Ein weiteres Projekt ist die Erforschung der Biodiversität von Schlüsseltaxa im Pantanal mit Datenbank und Methodenoptimierung, das über die Deutsche Forschungsgemeinschaft finanziert wird.
Als die Gesellschaft für Tropenornithologie mit einer Zusammenkunft vorwiegend an der Biologie und Haltung von Kolibris interessierter Vogelfreunde im Oktober 1980 im Museum Koenig in Bonn begann, verständigte man ich dort auf die Gründung eines Arbeitskreises, der 1981 als „Arbeitskreis der Kolibrifreunde e. V.“ im Vereinsregister Bonn registriert wurde. Treibende Kraft der Vereinigung war Schuchmann.
Schuchmann war Herausgeber von Tropical vertebrates in a changing world aus der Schriftenreihe Bonner zoologische Monographien. Dazu publizierte er Bucher wie Kolibris – Haltung und Pflege, Die Jamaika-Kolibris – Trochilus polytmus und Trochilus scitulus oder Nektarvögel. Biologie, Haltung und Pflege. Für den fünften Band des Handbook of the Birds of the World verfasste er das Kapitel über die Kolibris.

## Erstbeschreibungen durch Karl-Ludwig Schuchmann
Schuchmann hat einige Arten bzw. Unterarten, die neu für die Wissenschaft waren, beschrieben. Dabei hat er mit u. a. gemeinsam mit Hans Edmund Wolters, Thomas Züchner, André-Alexander Weller, Iris Heynen und Eike Wulfmeyer, publiziert. Zu den neuen Arten und Unterarten gehören chronologisch u. a.:

### Arten
Die von Armando Valdes-Velasquez und ihm beschriebene Art der Schwarzkronennymphe (Thalurania nigricapilla) wird heute nicht mehr anerkannt. Vielmehr handelt es sich dabei um ein Synonym einer Unterart der Violettkronennymphe (Thalurania colombica subtropicalis Griscom, 1932).

### Unterarten
- Malaiengirlitz (Chrysocorythus estherae renatae (Schuchmann & Wolters, 1982))
- Kurzschnabelkolibri (Ramphomicron microrhynchum bolivianum Schuchmann , 1984)
- Veilchenkehlkolibri (Coeligena violifer albicaudata Schuchmann & Züchner, 1998)
- Braunschwanzamazilie (Amazilia tzacatl brehmi Weller & Schuchmann, 1999)
- Kupferglanz-Höschenkolibri (Haplophaedia aureliae cutucuensis Schuchmann, Weller & Heynen, 2000)
- Violettkehl-Höschenkolibri (Eriocnemis vestita arcosae Schuchmann, Weller & Heynen, 2001)
- Langschwanz-Höschenkolibri (Eriocnemis luciani meridae Schuchmann, Weller & Heynen, 2001)
- Samtbauchkolibri (Lafresnaya lafresnayi longirostris Schuchmann, Weller & Wulfmeyer, 2003)
- Grünschwanzsylphe (Lesbia nuna aureliae Weller & Schuchmann, 2004)
- Grünschwanzsylphe (Lesbia nuna huallagae Weller & Schuchmann, 2004)

## Dedikationsnamen
- Kurt K. Günther nannte 1994 eine Dreizehenschreckenart Mirhipipteryx schuchmanni.[6]

## Publikationen (Auswahl)
- Geschlechtsmerkmale, Lebensraum und brutbiologische Beobachtungen von Coeligena ceoeligena ferruginea (Chapman 1917) (Aves: Trochilidae). In: Senckenbergiana biologica. Band 58, Nr. 3/4, 1977, S. 137–141 (researchgate.net [PDF; 14,6 MB]).
- Allopatrische Artbildung bei der Kolibrigattung Trochilus. In: Ardea. Band 66, 1978, S. 156–172.
- Notes on the Rufous-capped Thornbill Chalcostigma ruficeps, a new hummingbird species for Colombia. In: Bulletin of the British Ornithologists’ Club. Band 98, Nr. 4, 1978, S. 115–116 (biodiversitylibrary.org).
- Kolibris - Haltung und Pflege. Biotropic-Verlag, Frankfurt am Main 1979, ISBN 978-3-922465-00-3.
- mit Dagmar Schmidt-Marloh, Hans Bell: Energetische Untersuchungen bei einer tropischen Kolibriart (Amazilia tzacatl). In: Journal für Ornithologie. Band 120, Nr. 1, 1979, S. 78–85, doi:10.1007/BF01647344.
- mit Dagmar Schmidt-Marloh: Metabolic and Thermal Responses to Heat and Cold in Streamertail Hummingbirds (Trochilus polytmus and Trochilus scitulus, Trochilidae). In: Biotropica. Band 11, Nr. 2, 1979, S. 123–126, doi:10.2307/2387787.
- Die Jamaika-Kolibris - Trochilus polytmus und Trochilus scitulus. Biotropic-Verlag, Frankfurt am Main 1980, ISBN 3-922465-00-6 (researchgate.net [PDF; 9,3 MB]).
- Ökologie und Evolution der Trochilidenfauna auf den ozeanischen Inseln der Karibischen See. In: Bonner zoologische Beiträge. Band 31, Nr. 3–4, 1980, S. 289–309 (zobodat.at [PDF; 1,6 MB]).
- mit Roland Prinzinger, Kristine Krüger: Metabolism-weight relationship in 17 humming-bird species at different temperatures during day and night. In: Experientia. Band 37, Nr. 12, 1981, S. 1307–1309, doi:10.1007/BF01948378 (researchgate.net [PDF; 252 kB]).
- mit Hermine Jakob: Energy expenditure of an incubating tropical hummingbird under laboratory conditions. In: Gerfaut. Band 71, Nr. 2, 1981, S. 227–233 (researchgate.net [PDF; 3,8 MB]).
- mit Hans Edmund Wolters: A new subspecies of Serinus estherae (Carduelidae) from Sulawesi. In: Bulletin of the British Ornithologists’ Club. Band 102, Nr. 1, 1982, S. 12–14 (biodiversitylibrary.org).
- mit Kristine Krüger, Roland Prinzinger: Torpor and metabolism in hummingbirds. In: Comparative Biochemistry and Physiology Part A: Physiology. Band 73, Nr. 4, 1982, S. 679–689, doi:10.1016/0300-9629(82)90275-4.
- mit Kristine Krüger, Roland Prinzinger: Vergleichende Untersuchungen zum Torpor bei Kolibris (Vortrag auf der 93. Jahresversammlung der DOG (1981) in Melk). In: Journal für Ornithologie. Band 123, Nr. 3, 1982, S. 335–356, doi:10.1007/BF01644370.
- mit Roland Prinzinger, Kristine Krüger: Torpor in hummingbirds. In: Bonner zoologische Beiträge. Band 4, Nr. 1–3, 1983, S. 273–277 (zobodat.at [PDF; 510 kB]).
- mit Gertrud Schuchmann Wegert: Notes on the displays and mounting behavior in the Purple-throated Carib hummingbird (Eulampis jugularis). In: Bonner zoologische Beiträge. Band 35, Nr. 4, 1984, S. 273–277 (biodiversitylibrary.org).
- Zum Nahrungsspektrum der Loris. In: Trochilus. Band 5, 1984, S. 45–48.
- Two hummingbird species, one a new subspecies, new to Bolivia. In: Bulletin of the British Ornithologists’ Club. Band 104, Nr. 1, 1984, S. 5–7 (biodiversitylibrary.org).
- Proceedings of the International Symposium on African Vertebrates, Systematics, Phylogeny and Evolutionary Ecology: a symposium held at the Zoologisches Forschungsinstitut und Museum Alexander Koenig, Bonn, May 15-18, 1984. Selbstverlag, Bonn 1985, ISBN 978-3-925382-00-0.
- mit Roland Prinzinger: Respiration frequency and tidal volume in resting hummingbirds during daytime. In: Journal für Ornithologie. Band 126, Nr. 1, 1985, S. 107–108, doi:10.1007/BF01640449.
- mit Gertrud Schuchmann Wegert: Elfenkolibris. In: Trochilus. Band 7, 1986, S. 3–7.
- mit Gertrud Schuchmann Wegert: Balzverhalten des Guayana-Felsenhahnes (Rupicola rupicola). In: Trochilus. Band 7, 1986, S. 114–118.
- mit Roland Prinzinger in Humberto Alvarez López; Gustavo Kattán; Carolina Murcia: The function of torporin Trochilidae in Memorias, III Congreso de Ornitología Neotropical : Cali, Colombia, 30 de noviembre-4 de diciembre 1987. Sociedad Vallecaucana de Ornitología, Sección Colombiana del Consejo Internacional para la Preservación de las Aves: Universidad del Valle, Cali 1987, S. 115–119.
- mit Roland Prinzinger: Energy metabolism, nocturnal torpor, and respiration frequency in a Green Hermit (Phaethornis guy). In: Journal für Ornithologie. Band 129, Nr. 4, 1988, S. 489, doi:10.1007/BF01644492.
- mit Elisabeth Fritsch: The Musculus splenius capitis of hummingbirds (Trochilidae). In: The Ibis. Band 13, 1988, S. 124–132, doi:10.1111/j.1474-919X.1988.tb00962.x.
- Release of Gaping in Hummingbirds (Trochilidae). In: The Wilson Bulletin. Band 101, Nr. 3, 1989, S. 477–481 (sora.unm.edu [PDF; 305 kB]).
- Wenig bekannte mexikanische Kolibris. In: Trochilus. Band 11, 1990, S. 100–101.
- mit Tina Schäfer-Balz, Roland Prinzinger,: Energy metabolism, respiratory quotient and breathing parameters in two convergent small bird species: The fork-tailed sunbird Aethopyga christinae (nectariniidae) and the chilean hummingbird Sephanoides sephanoides (Trochilidae). Band 17, Nr. 2, 1992, S. 71–79, doi:10.1016/0306-4565(92)90001-V.
- Lebensräume – Lebensformen Kolibris. In: Biologie in unserer Zeit. Band 23, Nr. 3, 1993, S. 197–206, doi:10.1002/biuz.19930230322.
- mit Luiz Dos Anjos, Ralf Andréas Berndt: Avifaunal composition, species richness, and status in the Tibagi River Basin, Parana. In: Ornitologia Neotropical. Band 8, Nr. 2, 1997, S. 145–173 (ibiologia.unam.mx [PDF; 2,9 MB]).
- mit Thomas Züchner: Coeligena violifer albicaudata (Aves, Trochilidae): a New Hummingbird Subspecies from the Southern Peruvian Andes. In: Ornitologia Neotropical. Band 8, Nr. 2, 1997, S. 247–253 (sora.unm.edu [PDF; 504 kB]).
- mit Luiz Dos Anjos: Biogeographical affinities of the avifauna of the Tibagi River Basin, Parana drainage system, southern Brazil. In: Ecotropica. Band 3, 1997, S. 43–65 (researchgate.net).
- Nektarvögel. Biologie, Haltung und Pflege. Landbuch Verlagsgesellschaft mbH, Hannover 1991, ISBN 978-3-7907-0833-2.
- mit Christoph Hinkelmann: Phylogeny of the hermit hummingbirds (Trochilidae: Phaethornithinae). In: Studies on Neotropical Fauna and Environment. Band 32, Nr. 3, 1997, S. 142–163, doi:10.1080/01650521.1997.9709616.
- mit Martin Heindl: Biographie, geographische Variation und Taxonomie der andinen Kolibrigattung Chalcostigma Reichenbach, 1854. In: Mitteilungen aus dem Zoologischen Museum in Berlin. Band 73, 1997, S. 131–153 (researchgate.net [PDF; 2,6 MB]).
- mit André-Alexander Weller: Geographical variation in the southern distributional range of the Rufous-tailed Hummingbird,Amazilia tzacatl De la Llave, 1832: a new subspecies from Nariño, southwestern Colombia. In: Journal für Ornithologie. Band 140, Nr. 4, 1999, S. 457–466, doi:10.1007/BF01650990.
- mit André-Alexander Weller, Iris Heynen: Biogeography and taxonomy of the Andean hummingbird genus Haplophaedia Simon (Aves: Trochilidae), with the description of a new subspecies from Southern Ecuador. In: Ornithologischer Anzeiger. Band 39, Nr. 1, 2000, S. 17–42 (zobodat.at [PDF; 2,6 MB]).
- mit Olaf Jahn, Mark B. Robbins, Patricio Mena Valenzuela, Paul Coopmans, Robert Sterling Ridgely: Status, ecology, and vocalizations of the Five-coloured Barbet Capito quinticolor in Ecuador, with notes on the Orangefronted Barbet C. squamatus. In: Bulletin of the British Ornithologists’ Club. Band 120, Nr. 1, 2000, S. 16–22 (biodiversitylibrary.org).
- mit Swen Christoph Renner: Biogeographie cis-andiner Brilliantkolibris (Heliodoxa sp.). In: Journal of Ornithology. Band 142, Nr. 2, 2001, S. 211, doi:10.1007/BF01651790.
- mit André-Alexander Weller, Iris Heynen: Systematics and biogeography of the Andean genus Eriocnemis (Aves: Trochilidae) - In memoriam Dr. Luis F. Baptista (1941–2000). In: Journal of Ornithology. Band 142, Nr. 4, 2001, S. 433–481, doi:10.1007/BF01651342.
- mit Swen Christoph Renner: The Fawn-breasted Brilliant Heliodoxa rubinoides, a hummingbird species new to Bolivia. In: Bulletin of The British Ornithologists’ Club. Band 121, Nr. 4, 2001, S. 252–255 (biodiversitylibrary.org).
- mit Yoshika Oniki Willis, Edwin O’Neill Willis, Tomás de Aquino Sigrist, Gerard Baudet: Roosting site of the Sombre Hummingbird Campylopterus cirrochloris (Trochilidae) in southern Bahia, Brazil. In: Bulletin of the British Ornithologists’ Club. Band 121, Nr. 4, 2001, S. 256–257 (biodiversitylibrary.org).
- mit André-Alexander Weller, Eike Wulfmeyer: Biogeography and taxonomy of Lafresnaya (Trochilidae), with a new subspecies from Colombia. In: Ornitologia Neotropical. Band 14, 2003, S. 157–171 (ibiologia.unam.mx [PDF; 578 kB]).
- mit André-Alexander Weller: Biogeographic and taxonomic revision of the trainbearers Lesbia (Trochilidae), with the description of two new subspecies. In: Ornithologischer Anzeiger. Band 43, Nr. 2, 2004, S. 115–136 (zobodat.at [PDF; 1,5 MB]).
- mit Bernd P. Freymann: Postnatal Growth Rates of Hummingbirds: Review and New Records. In: The Wilson Journal of Ornithology. Band 120, Nr. 4, 2008, S. 884–887.
- mit André-Alexander Weller: Re-evaluation of Agyrtria brevirostris Lesson (Aves, Trochilidae), with notes on its taxonomic status and relationships to A. chionopectus Gould and A. versicolor Vieillot. In: Zoosystematics and Evolution. Band 85, Nr. 1, 2009, S. 143–149, doi:10.1002/zoos.200800020.
- mit Armando Valdes-Velasquez: A new species of hummingbird (Thalurania; Trochilidae, Trochilinae) from the Western Colombian Andes. In: Ornithologischer Anzeiger. Band 48, Nr. 2, 2009, S. 247–253 (zobodat.at [PDF; 4,5 MB]).
- Tropical vertebrates in a changing world (= Bonner zoologische Monographien. Nr. =57). Zoologisches Forschungsmuseum Alexander Koenig, Bonn 2011, ISBN 978-3-925382-61-1 (biodiversitylibrary.org).
- mit André-Alexander Weller, Todor Dimitrov Ganchev, Olaf Jahn, Marinêz Isaac Marques: Erfassung residenter und migratorischer Vogelarten im Pantanal Brasiliens. Pantanal - Drehscheibe des Vogelzugs zwischen den Hemisphären der Neuen Welt. In: Zum Fliegen geboren. Band 31, Nr. 1, 2013, S. 3–5 (brehm-fonds.de [PDF; 5,9 MB]).
- mit André-Alexander Weller, Dietmar Jürgens: Biogeography and taxonomy of racket-tail hummingbirds (Aves: Trochilidae: Ocreatus): evidence for species delimitation from morphology and display behavior. In: Zootaxa. Band 4200, Nr. 1, 2016, ISSN 1175-5326, S. 83–108, doi:10.11646/zootaxa.4200.1.3.
- mit Paolo Ramoni‐Perazzi, André-Alexander Weller, Irma Alejandra Soto‐Werschitz, Marcelo Passamani: Niches and radiations: A case study on the Andean Sapphire‐vented Puffleg (Eriocnemis luciani) and Coppery‐naped Puffleg (E. sapphiropygia) (Aves, Trochilidae). In: Journal of Avian Biology. 12. November 2019, doi:10.1111/jav.02242.
- mit Cristian Pérez‐Granados: Passive Acoustic Monitoring of Chaco Chachalaca (Ortalis canicollis) Over a Year: Vocal Activity Pattern and Monitoring Recommendations. In: Tropical Conservation Science. Band 14, 2021, doi:10.56178/eh.v36i2.375.